# Graf DK 3

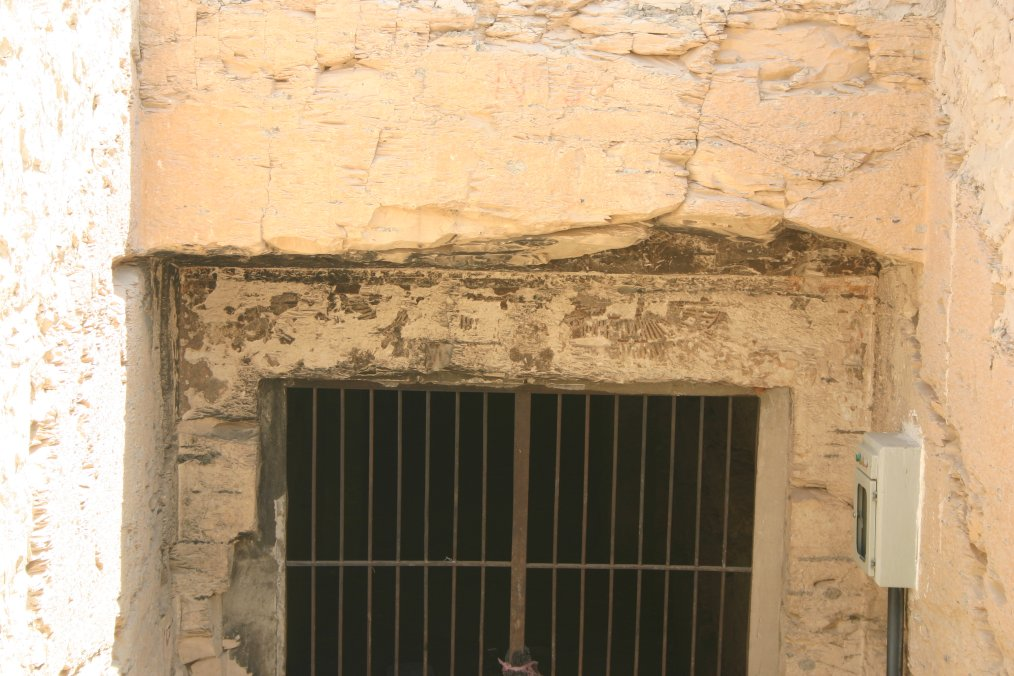
Ingang van DK 3

Graf DK 3 is het graf van een zoon van Ramses III. Zijn naam is niet bekend. Het graf lijkt wel op de graven die in de buurt van de vallei der Koninginnen zijn gevonden, waar andere familieleden van de 20e dynastie zijn begraven. DK 3 is nooit afgemaakt. De tombe ligt net iets buiten de vallei, aan het pad dat in de richting van het belangrijkste dal loopt. In de Byzantijnse tijd vestigde men er een kleine christelijke kapel in, zo kunnen we uit de graffiti op de muren aflezen. Het was Harry Burton die als een van de eerste archeologen het graf bezocht, maar het was al open sinds de oudheid. 

## Opbouw graf
De tombe is een lange gang, die eerst uitkomt in een pijlerhal. De gang voor de pijlerhal bestaat uit twee delen, waar het tweede deel twee kleine zijkamertjes heeft, een echte kamer en een nis, waar (vermoedelijk) beelden stonden van de zoon en/of een god(in). Ook de pijlerhal heeft een zijkamer en een nis. Na de pijlerhal komen er drie kamers, waar de schatten en de mummie moeten hebben gelegen. Het zou overigens kunnen dat er nooit iemand begraven is geweest, en dat de spullen die zojuist genoemd zijn, er alleen in het originele plan stonden, maar nooit echt aanwezig zijn geweest. Alleen in het tweede gedeelte van de gang zijn muurschilderingen terug gevonden.